# Johann Gramann
Johann (ook: Johannes) Gramann (ook: Graumann), (Neustadt an der Aisch, 5 juli 1487 - Koningsbergen, 29 april 1541), ook bekend als Poliander (de Griekse vertaling van zijn naam), was een Duits predikant. Hij werd mede bekend vanwege zijn teksten waarop Johann Sebastian Bach (en anderen) muziek toonzetten. Hij was predikant en tekstdichter van een aantal hymnes en psalmen, waaronder psalm 149: Nun lob, mein Seel, den Herren.

## Levensloop
Gramann studeerde in Leipzig van 1516 tot 1520 en werd vervolgens docent aan de Thomasschule. Tijdens de strijd tussen Johannes Eck en Maarten Luther (tijdens de Godsdienstgesprekken) was hij aanvankelijk als trouw katholiek aan Ecks zijde te vinden in zijn geschriften. Echter dezelfde strijd liet hem ook twijfelen over de juistheid van zijn keuzes. Enerzijds was hij verbaasd dat Luther zijn standpunten met betrekking tot de bijbel regelmatig steunde, anderzijds sprak Luthers sterke betoogwijze hem aan. Omdat Gramann regelmatig preekte werden zijn diensten dan ook allengs Lutheraanser van karakter. In 1520 werd hij rector van de Thomasschule. Hij had de wens om Leipzig te verlaten en om naar Wittenberg te gaan. Deze wens was mede ingegeven door zijn gespannen verhouding en onenigheid over de aanstormende reformatie met de katholieke graaf George van Saksen. In 1522 vond hij een vervanger in Leipzig en bezocht hij Luther en Philipp Melanchthon in Wittenberg.
In 1522 werd hij priester in Würtzburg am Main, waar hij tot 1523 diende. De Duitse Boerenoorlog brak uit en Gramann verhuisde naar Neurenberg. Luther verleidde hem hetzelfde jaar om naar Koningsbergen te komen. Daar assisteerde hij Johann Briesmann die betrokken was bij de reformatiestrijd in het bisdom van Albrecht van Brandenburg. Gramann was ook betrokken bij de hervormingen van het schoolsysteem van Brandenburg. De bisschop benoemde hem tot predikant in de Altstädtkerk te Koningsbergen. Daar had hij vele toehoorders waar hij zijn felle evangeliepredikingen kon houden, en niet zelden met preken die ook de bisschop niet erg behaagden. De bisschop schreef zelfs een keer een duel uit tussen Gramann en een anabaptist. Gramann won het duel en behoedde daarmee het bisdom voor dominantie van de anabaptisten. Hij overleed in 1541 aan een verlamming.
- Bibsys: 3088630
- Biblioteca Nacional de España: XX5575158
- Gemeinsame Normdatei: 101016603
- International Standard Name Identifier: 0000 0001 0948 8717
- Library of Congress Control Number: nr99037382
- MusicBrainz: aea5ebb8-062b-47cd-b1c2-d459109f08bf
- Istituto Centrale per il Catalogo Unico: BVEV023395
- Système universitaire de documentation: 091969360
- Virtual International Authority File: 2825109
- WorldCat: E39PBJxt47kxqpWBRm6tkHWkXd